# Darcy Ribeiro
Darcy Ribeiro (Montes Claros, 26 de outubro de 1922 — Brasília, 17 de fevereiro de 1997) foi um antropólogo, historiador, sociólogo, escritor e político brasileiro, filiado ao Partido Democrático Trabalhista (PDT) e conhecido por seu foco em relação aos indígenas e à educação no país.
Suas ideias de identidade latino-americana influenciaram vários estudiosos latino-americanos posteriores. Como Ministro da Educação do Brasil realizou profundas reformas, o que o levou a ser convidado a participar de reformas universitárias no Chile, Peru, Venezuela, México e Uruguai, depois de deixar o Brasil devido à ditadura militar de 1964. Foi casado com a etnóloga e antropóloga Berta Ribeiro até 1974.
Em novembro de 2024, Darcy teve seu nome inscrito no Livro de Aço do Panteão da Pátria e da Liberdade Tancredo Neves, recebendo assim o título de "Herói Nacional".

## Juventude
Darcy Ribeiro nasceu em Montes Claros, Minas Gerais, em 26 de outubro de 1922. Filho de Reginaldo Ribeiro dos Santos e de Josefina Augusta da Silveira. Em Montes Claros fez os estudos fundamentais e secundário, no Grupo Escolar Gonçalves Chaves e no Ginásio Episcopal de Montes Claros.
Foi para Belo Horizonte estudar Medicina, porém ao cursar disciplinas de Ciências Sociais, decidiu-se por esta área. Em 1946, formou-se em antropologia pela Escola de Sociologia e Política de São Paulo e dedicou seus primeiros anos de vida profissional ao estudo dos indígenas do Pantanal, do Brasil Central e da Amazônia (1946-1956).

## Carreira
Notabilizou-se fundamentalmente por trabalhos desenvolvidos nas áreas de educação, sociologia e antropologia tendo sido, ao lado do amigo a quem admirava Anísio Teixeira, um dos responsáveis pela criação da Universidade de Brasília, elaborada no início da década de 1960, ficando também na história desta instituição por ter sido seu primeiro reitor. Redigiu o projeto, como funcionário do Serviço de Proteção ao Índio, do Parque Indígena do Xingu, criado em 1961. Também foi o idealizador da Universidade Estadual do Norte Fluminense (UENF). Publicou vários livros, vários deles sobre os povos indígenas.
Darcy Ribeiro foi ministro da Educação durante o Regime Parlamentarista do governo do presidente João Goulart (18 de setembro de 1962 a 24 de janeiro de 1963) e chefe da Casa Civil entre 18 de junho de 1963 e 31 de março de 1964. Durante a ditadura militar brasileira, como muitos outros intelectuais brasileiros, teve seus direitos políticos cassados e foi obrigado a se exilar, vivendo durante alguns anos no Uruguai.

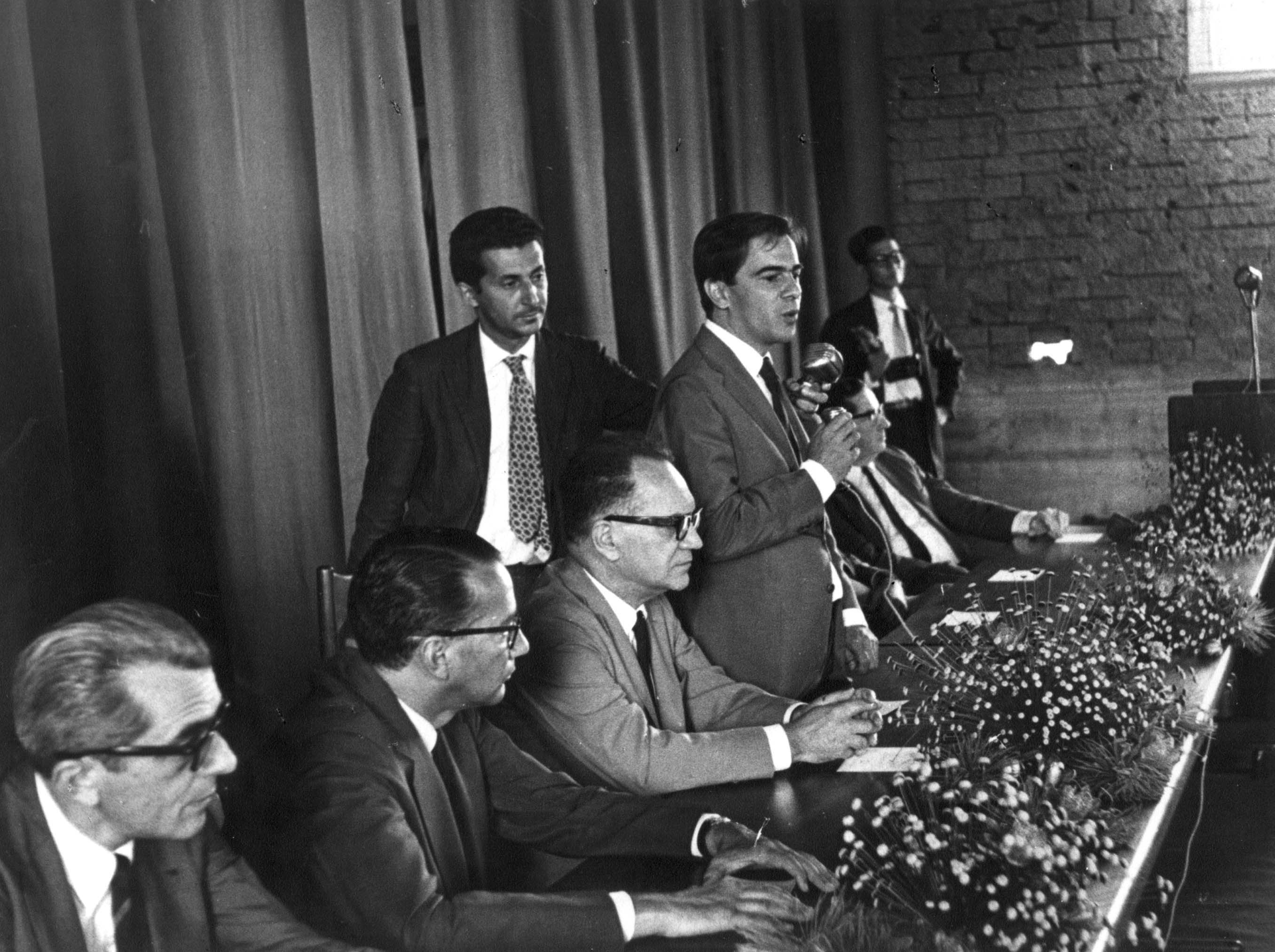
Darcy Ribeiro (em pé, com o microfone) discursa na inauguração da Universidade de Brasília, abril de 1962.

Com o Golpe de Estado no Brasil em 1964, Darcy Ribeiro e a então esposa exilaram-se no Uruguai. Trabalha, então, na redação d'A Universidade Necessária e dos Estudos de Antropologia da Civilização, com o fundamental auxílio de Berta no levantamento bibliográfico e estatístico da primeira obra e na pesquisa bibliográfica e revisão de traduções da segunda. O casal retorna ao Brasil em 1968, mas Darcy foi preso e ficou durante oito meses na Fortaleza de Santa Cruz, em Niterói. Do lado de fora, Berta mobilizou intelectuais e pessoas influentes para agilizar sua libertação. Após nova determinação de prisão pelo regime militar, o casal Ribeiro segue, então, para um segundo exílio em 1969 na Venezuela, e, de 1970 a 1974, no Chile e no Peru, onde se envolveria com os governos de Salvador Allende e Velasco Alvarado, nesta ordem.
Durante o primeiro governo de Leonel Brizola no Rio de Janeiro (1983-1987), Darcy Ribeiro, como vice-governador, criou, planejou e dirigiu a implantação dos Centros Integrados de Ensino Público (CIEP), um projeto pedagógico visionário e revolucionário no Brasil de assistência em tempo integral a crianças, incluindo atividades recreativas e culturais para além do ensino formal - dando concretude aos projetos idealizados décadas antes por Anísio.

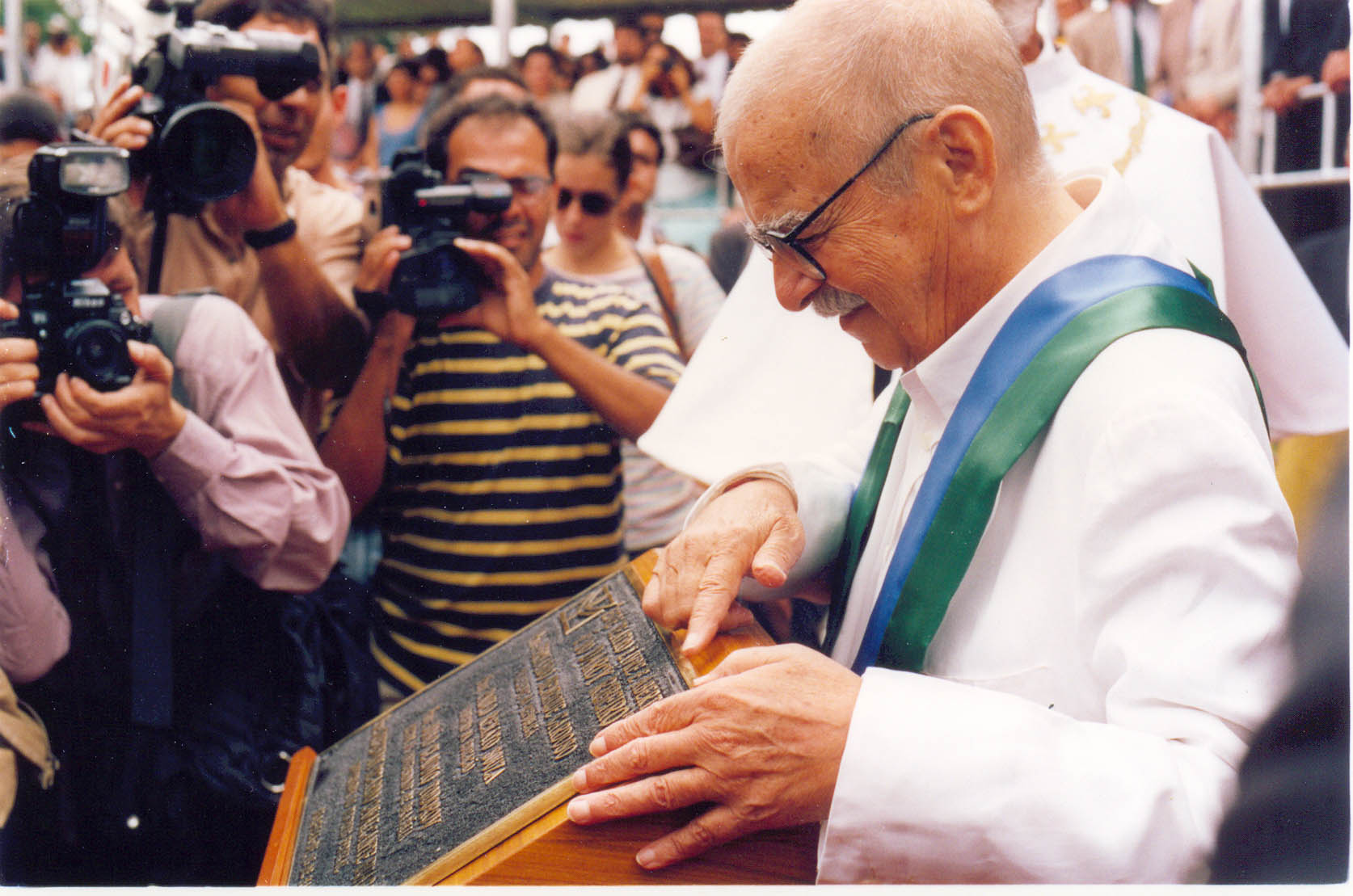
Entrega do Título de Doutor Honoris Causa pela Universidade de Brasília para Darcy Ribeiro em 1995.

Nas eleições de 1986, Darcy foi candidato ao governo fluminense pelo Partido Democrático Trabalhista (PDT), concorrendo com Fernando Gabeira, então filiado ao Partido dos Trabalhadores (PT), Agnaldo Timóteo do Partido Democrático Social (PDS) e Moreira Franco do Movimento Democrático Brasileiro (então PMDB). Darcy foi derrotado nas urnas, recebendo 36% dos votos, com a eleição de Moreira, que recebeu 49% dos votos.
Foi responsável pela criação e pelo projeto cultural do Memorial da América Latina, centro cultural, político e de lazer, inaugurado em 18 de março de 1989, no bairro da Barra Funda, em São Paulo, assim como foi responsável pelo projeto de lei que deu origem a Lei de Diretrizes e Bases da Educação Brasileira (LDB), lei 9 394/96 aprovado pelo senado brasileiro.
Exerceu o mandato de senador pelo Rio de Janeiro de 1991 até sua morte em 1997 - anunciada por um lento processo canceroso que comoveu o Brasil. Darcy, sempre polêmico e ardoroso defensor de suas ideias, teve, em sua longa agonia, o reconhecimento e admiração até dos adversários. Publica O Povo Brasileiro em 1995, obra em que aborda a formação histórica, étnica e cultural do povo brasileiro, com impressões baseadas nas experiências de sua vida.
Darcy faleceu aos 74 anos de falência múltipla de órgãos devido a metástase de um câncer generalizado. Foi sepultado no Cemitério de São João Batista no Rio de Janeiro.

## Ideias

### Evolução sociocultural

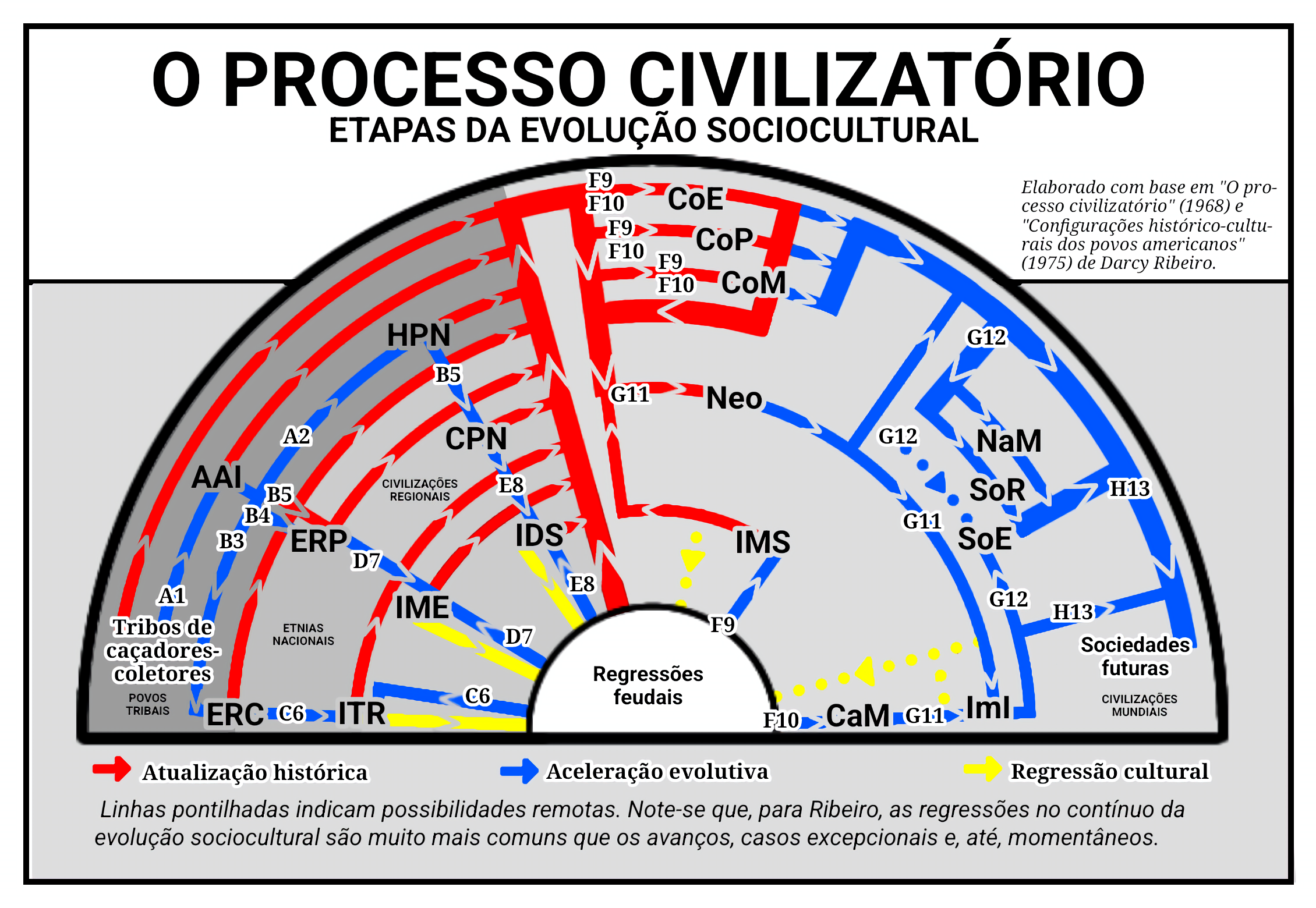
O Processo Civilizatório (Darcy Ribeiro)

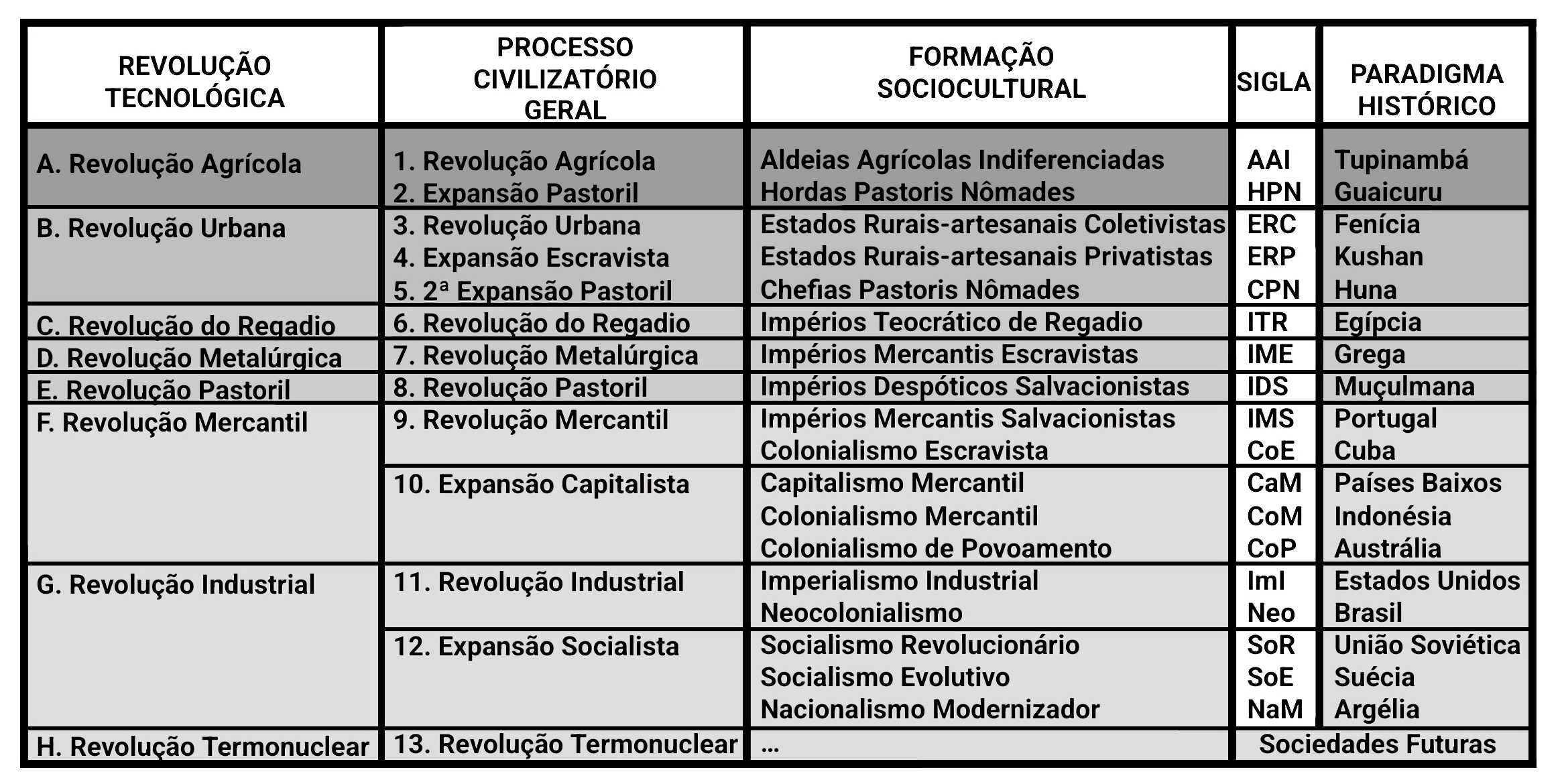
O Processo Civilizatório (Darcy Ribeiro)

Na visão de Ribeiro, as Ciências Humanas e Sociais de seu tempo tinham graves problemas: ou enfatizavam microanálises e se opunham a generalizações ou utilizavam péssimos esquemas evolutivos, por vezes implicitamente, entre outros, o que era especialmente prejudicial ao Brasil e à América Latina. Para superá-los, no livro O Processo Civilizatório, o autor propõe um esquema generalizador que tenta explicar porque as sociedades "mudam de tipo" e que tipos, exatamente, são esses.
Ribeiro defende que as tecnologias e a forma das sociedades incorporá-las modificam suas culturas de modo razoavelmente previsível, sendo possível agrupar as transformações desencadeadas em categorias, tipos de sociedade, que ele chama de formações socioculturais. Ainda que admitindo a existência de outras, o autor define oito conjuntos de invenções e descobertas que alteraram profundamente as sociedades, as chamadas revoluções tecnológicas. Também, treze desdobramentos dessas inovações, que, aplicadas de distintos modos em diferentes contextos, criaram diferentes tipos de sociedade. A estes desdobramentos, o autor chama processos civilizatórios. Todavia, assumindo que a mera organização em torno das mesmas tecnologias não é suficiente para classificar as sociedades como da mesma formação, Ribeiro concebe, ainda, os conceitos de aceleração evolutiva e atualização histórica, isto é, processos civilizatórios ativos e autônomos e passivos e dependentes, nesta ordem.
As revoluções tecnológicas que propõe são:
- a revolução agrícola, que permite aos povos cultivarem o próprio alimento, dependendo menos da "boa-vontade" da natureza e permitindo alguma criação animal;
- a revolução urbana, que biparte os povos em componentes rurais e não rurais, conduzindo à especialização do trabalho e a consolidação do sedentarismo;
- a revolução do regadio: que permite os povos, por meio da irrigação, levarem a cabo expansões não condicionadas pela fertilidade do solo, o que exige a união de esforços de inúmeros setores sociais, acentuando a centralização do poder;
- a revolução metalúrgica, que permite a fabricação de armas mais poderosas e de instrumentos mais resistentes por meio do domínio do ferro, que, sendo abundante, atenua a centralização do poder;
- a revolução pastoril, que permite aos povos equiparem animais de tração e montaria com as mais variadas ferramentas, potencializando sua expansão territorial;
- a revolução mercantil, que permite a conjunção de conhecimentos e tecnologias dos mais variados locais e sua aplicação em tentativas de superação do feudalismo;
- a revolução industrial, que permite multiplicar a produtividade e o poder bélico exorbitantemente, redirecionando o esforço humano e aproximando os membros das classes sociais de interesses comuns;
- a revolução termonuclear, que permite multiplicar ainda mais a capacidade de intervenção na natureza e no corpo humano, a produtividade, o poder bélico e a troca de informações. É a revolução de nossos dias, de consequências ainda pouco delimitáveis.

A sucessão destas revoluções tecnológicas não nos permite, todavia, explicar a totalidade do processo evolutivo sem apelo ao conceito complementar de processo civilizatório, porque não é a invenção original ou reiterada de uma inovação que gera consequências, mas sua propagação sobre diversos contextos socioculturais e sua aplicação a diferentes setores produtivos".— Darcy Ribeiro, O processo civilizatório (1972), p. 36
Para o autor, não é simplesmente inventar ou descobrir algo que faz um povo ser digno de reclassificação no contínuo da evolução sociocultural, mas a aplicação dessa inovação na agricultura, na geração de energia, enfim, nas mais diversas áreas de sua vida. Nisso se sustenta seus conceitos de processo civilizatório geral e processo civilizatório específico, a difusão de um dinamizador cultural sobre vários povos que tendem a se relacionar diretamente e se misturar; e o processo de dinamização particular de uma sociedade, respectivamente, todos os quais conducentes às suas formações socioculturais correspondentes.

### Categorização dos povos americanos modernos

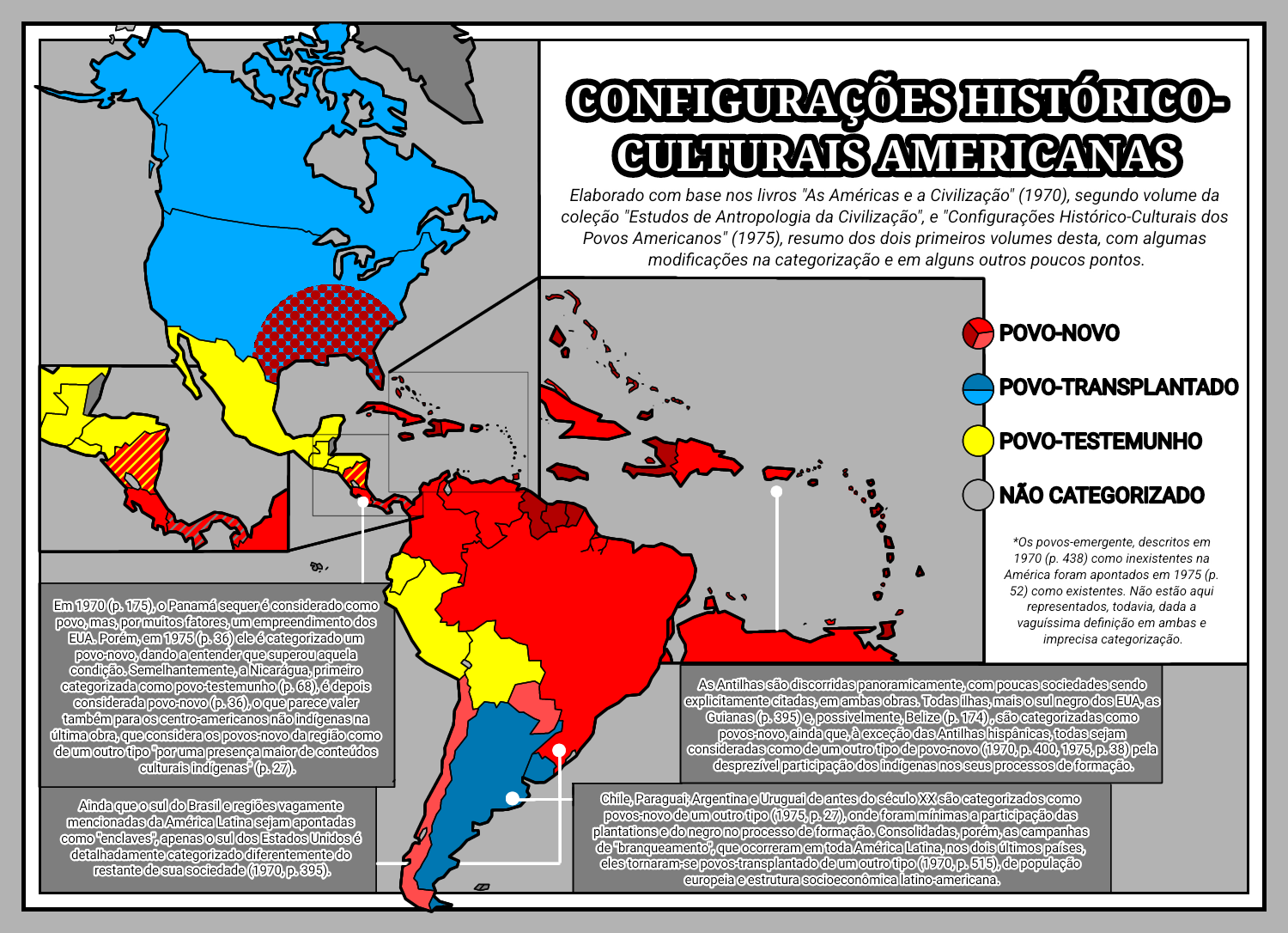
Os povos-testemunho (amarelo) são restos de antigas civilizações, desfiguradas pelo contato com o europeu; os povos-transplantado (azul) são extensões da Europa, surgidas de grandes ondas migratórias; e os povos-novo (vermelho) são híbridos totalmente novos, nascidos do contato entre povos muito distintos em contextos de dominação.

No livro As Américas e a Civilização, Darcy Ribeiro propõe um esquema de categorização dos povos, pretendendo iniciar um intenso debate acerca do conhecimento que os povos americanos modernos têm de si mesmos. Partindo da assunção de que as sociedades contemporâneas são frutos da expansão europeia, Ribeiro as classifica, a depender das consequências desse processo, como povos-novo, povos-testemunho, povos-transplantado ou povos-emergente, categorias que ele chama de configurações histórico-culturais. As categorias que propõe são:
- Povos-novos: "[…] o resultado de formas específicas de dominação étnica e de organização produtiva sob condições de extrema compulsão social e deculturação compulsória que, embora exercidas em outras épocas e em distintas áreas do mundo, alcançaram na América colonial a mais ampla e a mais rigorosa aplicação".[21] Ribeiro classifica como povos-novo: Brasil, Colômbia, Venezuela, Antilhas espanholas e partes da América Central, onde o contato entre homens europeus e mulheres de povos situados nos estágios iniciais do continuum da evolução sociocultural[nota 2] produziram grandes populações mamelucas[nota 3] que acabaram por aculturar os contingentes africanos explorados em regimes de plantations[nota 4] — no caso dos quatro primeiros — e por servirem de mão de obra especializada em outros empreendimentos coloniais[nota 5] — no caso dos três últimos; Guianas, Sul dos EUA, Antilhas inglesas, francesas e holandesas, onde a massa mameluca não existiu ou emigrou após a instalação de regimes de plantations.[nota 6] responsável pela concentração de imensos contingentes africanos e crioulos, que acabaram por assumir o papel de protoetnia aculturadora. Isto é, os povos-novo, como o Brasil e Cuba, são hibridizações entre dominados e dominadores, formados pela intensa miscigenação entre povos muito diferentes, pelo brutal submetimento destes a formas comuns de exploração e pela inviabilidade da reprodução de seus modos de vida originais nas novas sociedades[22];

- Povos-testemunho:"[…] as populações mexicanas, mesoamericanas e andinas, enquanto sobreviventes de antigas civilizações — asteca, maia e incaica — que desmoronaram ao impacto da expansão europeia, entrando num processo de aculturação e de reconstituição étnica, ainda inconcluso para todas elas". Ribeiro classifica como povos-testemunho: México, partes da América Central, Peru, Bolívia e Equador, onde os povos indígenas situados em estágios mais avançados do continuum da evolução sociocultural[nota 7] viram a substituição de suas classes dominantes, a tomada de suas capitais e a reconfiguração de seus centros de difusão de cultura erudita como mera conquista — havendo inclusive colaboração por parte de setores intermediários, que viram chance de expandir seus privilégios —, a qual sucedeu uma dualidade de opressão tão intensa que os fez profundamente diferenciados de todas suas matrizes e irregularmente introduzidos na cultura dominadora.[nota 8] Isto é, os povos-testemunho, como o Peru e o México, são restos de civilizações indígenas, desfiguradas pela intervenção em seus sistemas de produção, pela substituição de suas classes dominantes e pelo forçado convívio indiferenciado com povos rivais[23];

- Povos-transplantado: "[…] os resultados contemporâneos das migrações para amplos espaços do Novo Mundo de contingentes europeus que para cá vieram com suas famílias, aspirando reconstituir a vida social de suas matrizes, com maior liberdade e com maiores chances de prosperidade".[24] Ribeiro classifica como povos-transplantado americanos:[nota 9] Canadá e Estados Unidos,[25] onde excedentes populacionais da Inglaterra, e em um segundo momento da Europa inteira, se organizaram em granjas autossuficientes, sem muito convívio e miscigenação com demais contingentes humanos, não passando por intensos processos de aculturação para se fazerem americanos, mas tão somente por assimilação,[nota 10] dada a proximidade entre as culturas inglesa e as demais europeias; Argentina e Uruguai,[26] onde a população mestiça original foi esmagada por excedentes populacionais europeus na toada das políticas de embranquecimento, a maioria da Itália e Espanha, que só permitiram alguma preservação da cultura original pela necessidade de adaptação ecológica, pela então inexistência das identidades europeias modernas e pela dupla presença de culturas de base  hispânica — nativos e imigrantes —,[nota 11] constituindo, talvez, o único caso na história onde a população original foi substituída por imigrantes. Isto é, os povos-transplantado, como os Estados Unidos[27] e a Argentina[28], são extensões de sociedades europeias, formadas pela migração maciça às terras conquistadas, pelo pequeno contato dos colonos com outros povos e pelo seu mínimo distanciamento cultural da Europa;[29]

- Os povos-emergente, como os antigos araucanos e os modernos quéchuas, a categoria menos discorrida, são também restos de antigas civilizações indígenas, aspirantes à reconstituição de seus modos de vida originais e à autonomia ou independência política[30][nota 12].

- Caso sui generis do Panamá: "[…] que não chega a ser um povo pelo artificialismo de sua criação e pela coerção sobre ele exercida pelos norte-americanos, impossibilitando qualquer esforço de integração nacional".[31] Tetrapartido em componentes indígenas, negros, criollos e americanos verdadeiramente apartados dos três primeiros em ilhas de riqueza, Ribeiro não classificava o Panamá de sua época em nenhuma das categorias concebidas, ainda não consciente de si ou revoltado com os militares e administradores americanos do canal.

Ribeiro associa à cada categoria certos problemas sociais e desafios, muitos deles relacionados à integração no atual processo de transformação das sociedades, desencadeado pela Revolução Termonuclear. Isso também é válido para todo o restante do mundo, chegando a classificar algumas outras sociedades nessa ou naquela categoria para fins ilustrativos, no entanto, a ênfase da obra é nos povos americanos, sendo uma espécie de focalização na América do que foi elaborado n'O Processo Civilizatório.

### Classes sociais no Brasil
Em seu livro O Povo Brasileiro, Ribeiro apresenta uma divisão empírica das classes. Isto é, trata-se de uma divisão baseada não em níveis de renda, mas apenas na observação da sociedade. Ribeiro critica a importação de tipologias de classes sociais da Europa, como se elas valessem automaticamente para a realidade latino-americana. Para suprir essa lacuna, criou sua tipologia de classes.
No topo da hierarquia, há três grupos. O patronato, cujo poder e riqueza vêm da exploração econômica. O patriciado, por sua vez, é composto por indivíduos que exercem altos cargos (general, deputado, bispo, etc.) Mais tarde, surgiu entre as classes dominantes outro grupo: o estamento gerencial das empresas estrangeiras.
Os setores intemediários, por sua vez, são compostos por "pequenos oficiais, profissionais liberais, policiais, professores", entre outros. As classes subalternas englobam os indivíduos que, apesar de pobres, estão integrados no mercado. Possuem empregos estáveis, também englobam pequenos empresários, arrendatários, gerentes de propriedades rurais, etc.
A mais ampla classe é, contudo, as oprimidas, ou dos "marginais", composta principalmente de negros e mulatos. Estes não estão plenamente integrados na vida social, no sistema econômico, etc., e vivem de subempregos, ou de empregos instáveis. Para Ribeiro, a eles cabe a tarefa de reformar a sociedade.

### Brasil

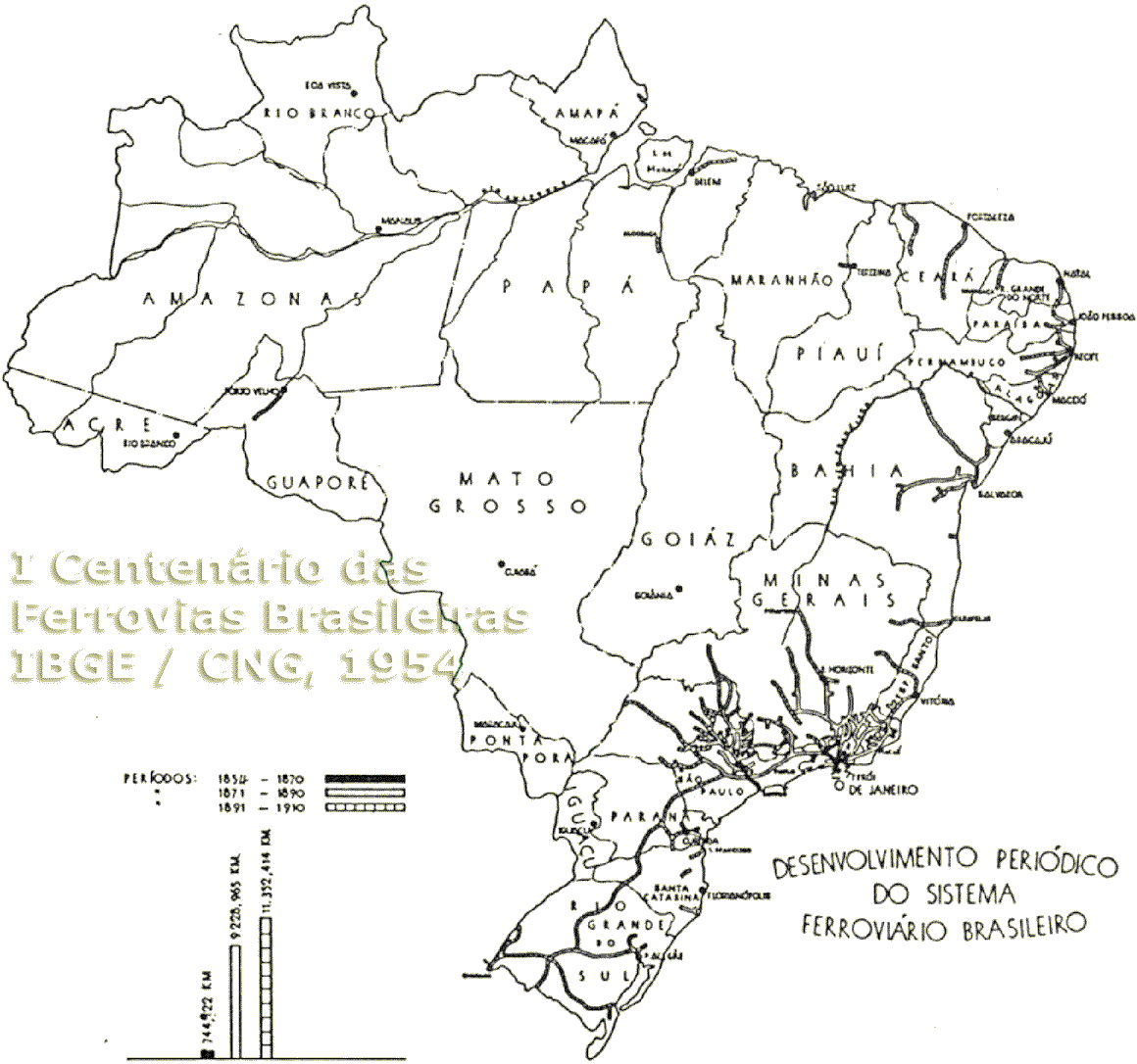
Malha ferroviária do Brasil em 1910. Seu desenho pode ser entendido como uma evidência de que o Brasil tinha sua economia voltada para o mercado externo. Nota-se que as ferrovias não integram o território do país, mas apenas ligam o interior aos portos.

Para Ribeiro, o Brasil é tanto um Povo Novo (no sentido explicado na seção mais acima), mas também é velho. Conforme O Povo Brasileiro, é velho "[...] porque se viabiliza como um proletariado externo. Quer dizer, como um implante ultramarino da expansão europeia que não existe para si mesmo, mas para gerar lucros exportáveis pelo exercício da função de provedor colonial de bens para o mercado mundial, através do desgaste da população que recruta no país ou importa".

### Desculturação
Ribeiro trabalhou com o conceito de desculturação, processo segundo o qual um povo ou uma etnia (como os negros e indígenas no Brasil) são despojados de seus elementos culturais originais para se aculturarem em um novo ambiente (no caso, a protocélula étnica brasileira). A desculturação é, para Ribeiro, a primeira etapa da aculturação.

## Academia Brasileira de Letras
Darcy Ribeiro foi eleito em 8 de outubro de 1992 para a cadeira 11, que tem por patrono Fagundes Varela, sendo recebido em 15 de abril de 1993 por Cândido Mendes.
Em seu discurso de posse, deixou registrado:
| “                | Confesso que me dá certo tremor d'alma o pensamento inevitável de que, com uns meses, uns anos mais, algum sucessor meu, também vergando nossa veste talar, aqui estará, hirto, no cumprimento do mesmo rito para me recordar. Vendo projetivamente a fila infindável deles, que se sucederão, me louvando, até o fim do mundo, antecipo aqui meu agradecimento a todos. Muito obrigado. Estou certo de que alguém, neste resto de século, falará de mim, lendo uma página, página e meia. Os seguintes menos e menos. Só espero que nenhum falte ao sacro dever de enunciar meu nome. Nisto consistirá minha imortalidade. | ” |
| — Darcy Ribeiro. | |   |

## Obras
Darcy Ribeiro figura entre os mais notórios intelectuais brasileiros, com obras traduzidas para diversos idiomas — inglês, alemão, espanhol, francês, italiano, hebraico, húngaro e tcheco. Divididas tematicamente:
Etnologia
- Culturas e Línguas Indígenas do Brasil (1957)
- Arte Plumária dos Índios Kaapo (1957)
- A Política Indigenista Brasileira (1962)
- Os Índios e a Civilização (1970)
- Uira Sai, à Procura de Deus (1974)
- Configurações Histórico-Culturais dos Povos Americanos (1975)
- Suma Etnológica Brasileira. Colaboração em três volumes. (1986)
- Diários Índios – Os Urubus-Kaapor (Companhia das Letras, 1996)

Antropologia
- O Processo Civilizatório – Etapas da Evolução Sócio-Cultural (1968)
- As Américas e a Civilização – Processo de Formação e Causas do Desenvolvimento Cultural Desigual dos Povos Americanos (1970)
- O Dilema da América Latina – Estruturas do Poder e Forças Insurgentes (1978)
- Os Brasileiros – Teoria do Brasil (1972)
- Os Índios e a Civilização – A Integração das Populações Indígenas no Brasil Moderno (1970)
- The Culture – Historical Configurations of the American Peoples (1970) (Edição brasileira em 1975)
- O Povo Brasileiro – A Formação e o Sentido do Brasil (1995)

Romances
- Maíra (1976)
- O Mulo (1981)
- Utopia Selvagem (1982)
- Migo (1988)

Ensaios
- Kadiwéu – Ensaios Etnológicos sobre o Saber, o Azar e a Beleza (1950)
- Configurações Histórico-Culturais dos Povos Americanos (1975)
- Sobre o Óbvio - Ensaios Insólitos (1979)
- Aos Trancos e Varrancos – Como o Brasil Deu no que Deu (1985)
- América Latina: A Pátria Grande (1986)
- Testemunho (1990)
- A Fundação do Brasil – 1500/1700. Colaboração. (1992)
- O Brasil como Problema (1995)
- Noções de Coisas (1995)

Educação
- Plano Orientador da Universidade de Brasília (1962)
- A Universidade Necessária (1969)
- Propuestas – Acerca da La Renovación (1970)
- Université des Sciences Humaines d'Alger (1972)
- La Universidad Peruana (1974)
- UnB – Invenção e Descaminho (1978)
- Nossa Escola é uma Calamidade (1984)
- O Livro dos CIEPs (1986)
- Universidade do Terceiro Milênio – Plano Orientador da Universidade Estadual do Norte Fluminense (1993)

## Prêmios, reconhecimentos e homenagens

### Prêmios e reconhecimentos
- 1978: Doutor Honoris Causa pela Universidade de Paris-Sorbonne.[38]
- 1996: Prêmio Anísio Teixeira.[39]
- 2005: Ordem do Mérito Cultural.[40][41]

### Homenagens
- O principal campus da Universidade de Brasília tem o nome Campus Darcy Ribeiro.[42]
- O principal campus da Universidade Estadual de Montes Claros (UNIMONTES[43]), na cidade onde ele nasceu, tem o nome Campus Universitário Professor Darcy Ribeiro.
- A Universidade Estadual do Norte Fluminense se chama oficialmente "Universidade Estadual do Norte Fluminense Darcy Ribeiro".[44]
- A Usina de Biodiesel da Petrobras Biocombustível, em Montes Claros, se chama "Usina de Biodiesel Darcy Ribeiro".[45]
- É o patrono da Cadeira 28 do Instituto Histórico e Geográfico de Montes Claros.[46]
- O Sambódromo do Rio de Janeiro tem oficialmente o nome de "Passarela Professor Darcy Ribeiro".[47]
- O edifício sede da Controladoria-Geral da União em Brasília, chama-se oficialmente Edifício Darcy Ribeiro.[48]
- Um dos espaços culturais do Memorial da América Latina chama-se "Pavilhão da Criatividade Darcy Ribeiro".[49]
- No carnaval 2020, a Império da Uva, situada em Nova Iguaçu e desfilando no Carnaval Carioca, teve Darcy Ribeiro como seu enredo.[50]
- em 12 de novembro de 2024, o presidente Luiz Inácio Lula da Silva sancionou a Lei nº 15.020, que inscreve Darcy Ribeiro no Livro dos Heróis e Heroínas da Pátria, o PL 5894/2019 é de autoria do deputado Chico D'Angelo.[51][52]

### Prêmio Darcy Ribeiro de Educação
Premiação anual instituída em 1998 pela Câmara dos Deputados do Brasil, que concede um diploma de menção honrosa e outorga uma medalha com a efígie de Darcy Ribeiro a três personalidades físicas ou jurídicas que se destacaram na defesa e promoção da educação brasileira. Entre os indicados, os três vencedores são escolhidos por um colegiado formado por membros do Congresso Nacional.

## Biografias
- Toninho Vaz: Darcy Ribeiro – Nomes que honram o Senado. Ed. Senado, 2005.
- BRITO, Carolina Arouca Gomes de. Antropologia de um jovem disciplinado: a trajetória de Darcy Ribeiro no serviço de proteção aos índios (1947-1956). Tese (Doutorado em História das Ciências e da Saúde) - Casa de Oswaldo Cruz, Fundação Oswaldo Cruz, Rio de Janeiro, 2017. 240 f.
- MATTOS, Andre Luis Lopes Borges de. Darcy Ribeiro: uma trajetoria (1944-1982). 2007. 341p. Tese (doutorado) - Universidade Estadual de Campinas, Instituto de Filosofia e Ciências Humanas, Campinas, SP.
- Em 2014, a TV Brasil lançou um documentário com cinco episódios de 52 minutos denominado "O Brasil de Darcy Ribeiro", dirigido por Ana Maria Magalhães.[54]